# عين فارس (معسكر)
عين فارس بلدية تابعة لدائرة عين فارس بولاية معسكر الجزائرية.